# Daniel Chalonge
 (février 2021).
Si vous disposez d'ouvrages ou d'articles de référence ou si vous connaissez des sites web de qualité traitant du thème abordé ici, merci de compléter l'article en donnant les références utiles à sa vérifiabilité et en les liant à la section « Notes et références ».
Pour les articles homonymes, voir Chalonge.
Daniel Chalonge, né le 31 janvier 1895 à Grenoble et mort le 28 novembre 1977 à Paris, est un astronome et astrophysicien français.

## Biographie
Ancien élève de l'École normale supérieure (promotion 1916), agrégé de sciences physiques (1921), Daniel Chalonge a étudié avec le professeur et astronome Charles Fabry. Il est L'un des fondateurs de l'Institut d'astrophysique de Paris. Il étudia et analysa le spectre stellaire de l'hydrogène, la photométrie stellaire et la mesure et classification de la couche d'ozone. Il travailla à ces recherches avec les astrophysiciens Daniel Barbier et Renée Canavaggia.
Daniel Chalonge a travaillé comme astronome à l'Observatoire de Paris ainsi qu'à Observatoire de Haute-Provence et à la station scientifique suisse du Jungfraujoch.
Daniel Chalonge a développé un microphotomètre, qui a ensuite porté son nom.
Entre 1936 et 1982, il fut l'auteur (ou coauteur) de près d'une centaine d'articles scientifiques.

## Hommages
- Le cratère lunaire Chalonge, nommé en son honneur par l'Union astronomique internationale en 1985
- L'astéroïde (2040) Chalonge
- La montagne Chalonge dans les Alpes
- L'École internationale d'astrophysique Daniel Chalonge
- Le Musée Daniel Chalonge à Erice en Italie.